# Шторм Янки

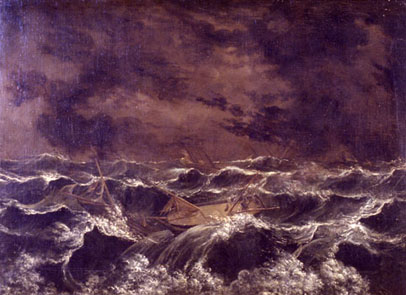
Картина, изображающая сцену во время шторма Янки

Шторм Янки — крупный шторм в заливе Святого Лаврентия около острова Принца Эдуарда, Канада, который начался ночью 3 октября 1851 года и продолжался два дня. Он считается самой страшной морской катастрофой в истории острова. Помимо местных судов, шторм повредил большую часть рыболовного флота Новой Англии, работавшего в этих водах, что и дало шторму его название. Было уничтожено не менее 74 судов, а 150 членов экипажа погибли.

## Общее описание
Подробное описание шторма было опубликовано Джеймсом Д. Лоусоном в журнале Prince Edward Island Magazine. В этом отчете упоминалась благоприятная погода с безоблачным небом и слабым ветром. В других отчетах подробно описывалось, как медное явление было замечено в северо-западном небе днем 3 октября. Длинные волны начали двигаться в залив Святого Лаврентия с юго-востока, поскольку ветер начал усиливаться с той же стороны. Ветер вернулся на северо-восток тем вечером, увеличившись до штормовой силы. Поверхностное давление по всему региону начало быстро падать. Штормы продолжались почти два дня, согласно одному из журналов морского капитана из этого района.
Шторм Янки случился менее чем через шесть месяцев после того, как разрушительный шторм под названием «Световой шторм Майнота» обрушился на залив Святого Лаврентия и разрушил маяк у острова Кохассет.

## Последствия
На суше циклон нанёс не такие сильные разрушения, но в море его последствия были более катастрофичными. Корабли в море заметили опасность и попытались плыть к востоку от острова Принца Эдуарда. Северо-восточные штормы преградили им путь. Корабли попытались удержать позицию, но их паруса сорвало ветром, и они дрейфовали к острову. Корабли на якоре либо затонули, либо были опрокинуты другими судами, протараненными ими во время циклона. Большая часть американского рыболовного флота стала жертвой шторма. По меньшей мере 74 судна и 150 жизней были потеряны.
Сегодня могилы жертв шторма Янки все ещё можно найти на кладбище возле маяка Кейп-Трайон.